# 戰國鬼才傳
《戰國鬼才傳》是山田芳裕創作的日本漫畫作品，在日本Morning上隔週連載。電視動畫版2011年4月於日本播放。

## 劇情簡介
生存於戰國亂世的主角－古田左介，既被其主公織田信長華麗壯大的《武》所吸引，也沉醉於其茶道師傅千利休寂靜深遂的《藝》。夾雜在這兩條道路之間，左介走出自己的鬼才之路。
不同於一般描述戰國時期征戰攻伐的作品，本作大量描寫當時人物的價值觀以及美學，同時亦從現實的觀點表現了安土桃山時代的茶道等風雅文化與政治、權力乃至意識形態的關係，參雜作者個人的想像力，是一部以文化觀點來看歷史的漫畫。

## 人物介紹

### 主角
古田左介|古田重然（古田織部）
聲：大倉孝二
本作的主角。史實中的利休七哲之一。
左介的父親是織田家的茶師，因此从小就养成了茶道雅士的嗜好與素养，对自己的欲望很诚实，有着奇妙夸张的颜艺和用拟声词来形容名物和景色的习惯。
早年極為崇拜主公信長以及信长华丽壮阔的审美观，一心想朝著功名之路邁進，卻常常抵抗不了自身的物慾而作出有違武人之道的舉動。因特殊機緣得拜茶道大師千利休為師，在信長死後跟隨利休推廣的寂靜內歛之美，在利休的教诲下逐渐成长，雅士上的品味渐渐自成一家，放棄了以「武」揚名之後走上以稱霸雅士世界為目標的野心之路。身為武人的能力和觉悟實在不怎麼高超，也因此常陷在政治陰謀的風暴卻不自知，不過卻因為對茶道的熱情而引起周遭人的注意。在本能寺之變後侍奉豐臣秀吉，是少數幾個知道本能寺之變真相的人。在秀吉取得天下後，拜領3萬5千石。在秀吉和利休的冲突中，由于秀吉的胁迫和作为朋友的委托亲手为恩师利休介错，从此成为丰臣政权的笔头茶头。在秀吉死后将官职传给儿子后隐居。
晚年的織部作为文化人，其被命名为“乙”的主张风趣自由的审美观渐臻大成，但作为武士为了贯彻对丰臣家的恩义，不断利用自己天下第一茶人的身份在德川和丰臣家之间斡旋以促成“丰德合体”，可最终这一计划被政治和现实所击碎。在大阪夏之阵期间，对德川家不满的嫡子·古田重嗣对德川家的谋反被揭发而受到牵连，在做好最后的安排丰臣家血脉出逃的计划后貫徹人生信條地接受了切腹的处罚。

### 主角關係者
阿千
聲：豐口惠
左介之妻，中川清秀之妹。小左介十多歲，有著能包容左介古怪個性的嫻淑性格，作品中公認的賢妻。與左介感情很好，但卻因左介笨拙的坦白與柳英子的一夜情而一時分居，轉而北政所的近侍，但在伏見慶長地震後和解。
因為私下保管了左介丟棄的南蠻風鑲嵌珠寶盒而被左介形容為擁有喜歡「喵叮」鮮豔的美學風格。
中川清秀
聲：家中宏
左介的大舅子，耿直剛毅的武人，領有近畿3萬石的大名，但對所領僅300石的義弟左介卻相當尊重與信賴。
原本是荒木村重的家臣，在荒木叛變原欲貫徹忠義效忠主君，本能寺之變時也較心儀行事磊落的光秀；但都因為左介的勸說轉變立場。在山崎之戰負傷後將家族委託給左介，之後戰死於賤岳之戰。
加藤景延
聲：田中完
美濃國的陶大匠。负责管理“织部十作”。
古田重定
聲: 仲木隆司
左介之父，作風傳統頑固的茶人與武士，對左介玩物喪志、追逐流行的態度多所怨言，在秀吉死時殉死，並曾一度逼迫左介跟隨。
古田重嗣
左介之子，在左介隱居後繼承家業，在追逐風雅上頗有乃父之風，才剛繼任就對父親隱居閒散的模樣顯現出羨慕的樣子。

#### 織部一門
上田左太郎/上田宗箇
丹羽長秀的家臣，長秀死後改侍奉秀吉。在山崎之戰中被由左介設計的《信幟》（憑弔信長之旗）震撼，懷著好奇的心態而與左介來往。后拜织部为师学习茶道。
小堀作介/小堀遠州
俵屋宗達

### 利休及其弟子
千宗易（千利休）
聲：田中信夫
有名的茶道大師，同時也是秀吉與左介的指導師傅。對於信長偏愛武的華麗文化感到不滿，與秀吉聯手取得天下，打算利用藝來創造一個寂靜的國度。對於黑色有異常的執著。並視推廣寂禪視為自己的宿業，為達成目標甚至不惜進言秀吉暗殺天皇。在達成目的後成為許多武人的茶道師父，在武家擁有極大的影響力。
因為荒木高麗的機緣將古田左介收為弟子，很早就視他為特別有趣與敏銳的人物，但也曾對左介在聚樂地宅邸與北野大茶會上表現的過度做作給予嚴苛的評價；之後對左介發展出自我風格一事感到驚喜，卻也嚴格地質問他“創作”这一行为的本意何在。對左介的人格與茶道有絕大的影響與啟示。
在一連串的衝突後，宗易對一手扶植的新天下人秀吉偏愛形式與奢華感到失望，愛徒山上宗二的死更讓兩人的關係無從彌補。隨著石田三成展開羅織利休罪名的計畫，利休也開始利用自己的人脈籠絡諸，計畫再次推翻豐臣政權。但在與視為計畫關鍵的德川家康密談時，因得知光秀的辭世辭驚覺自己犯下大錯而放棄計畫。然而因女兒阿吟誤解其意刺殺秀吉失敗，遭處切腹自盡，最後在對擔任介錯人的古田織部開悟了其本質後從容就死。

死前赠予织部名为“泪”的茶勺，被织部当做牌位祭拜。
喜欢的颜色：纯黑。
山上宗二
聲：大林隆介
出身商人世家，家业受到武士的掠夺而成为茶人，千宗易的弟子。曾告知左介三大茶入的存在。個性耿直，不滿於千宗易對武人的忍氣吞聲，決心踏上修行之旅。在遊遍全國後，受到北條家的邀請，被關東武人的熱情和直率所感動，认识到了自己原先的狭隘和偏见。在小田原之戰前，被豐臣軍擄獲，因忠於自己的美學，在拒绝說出對秀吉怪异裝扮的贊美之言後，削去鼻子和耳朵後被砍頭而死，斩下的头颅被三成交给利休。
喜欢的颜色：灰色。
細川忠興
聲：川島得愛
名門細川家當主，血气方刚、直率冲动、酒品很差。相當崇拜千利休。虽娶光秀的女儿玉子为妻，在本能寺之变后还是主张讨伐作为叛贼的光秀，但被察觉到阴谋存在的父亲藤孝阻止。在丰臣政权下不顧可能會定罪的風險執意在淀川為利休送行，利休死後一度敵視為利休介錯的織部，后来从垂死的氏郷那里得知织部是为了担下为利休送行的罪责才不得已而为之，在织部创作歪斜器皿的契机下同他和解。
在关原之战为了替玉子复仇而奋战，在大阪夏之阵中参与到了藏匿秀赖的嫡子国松的计划中。
喜欢的颜色：海军蓝。
高山右近
聲：三木真一郎
近畿大名，娶了織部的妹妹为妻，为人正直。在南蠻文化上的造诣很深，虔誠的天主教徒。是促成左介选择了“織部”这一官职的关键人物。被评价有“过分的洁癖”，在豐臣秀吉下令禁教後，依然不放棄自己的信仰而选择被流放，并对织部吐露真实原因是在自我审视后认识到自己最无法抛弃的是作为雅士的南蠻品味。后来成为前田家的客将，继续支援着义兄織部和同为信徒的小西行长。在德川再次颁布禁教令后，不顾前田利长和織部的挽留，踏上了前往流放地吕宋岛之路。
喜欢的颜色：水蓝。

### 織豐政權

#### 織田家
織田信長
聲：小山力也
左介最初的主公，喜好華麗壯闊的新奇事物。為人有殘忍和豪爽的兩面性格，同時也非常溺愛自己的孩子。野心極大，不滿於當日本之王，而計畫在統一日本後進軍朝鮮和明國，進而統一世界成為萬國的天主。但最後引起家臣的不安，被秀吉趁虛而入，在本能寺之變前一刻被潛入的秀吉先一步暗殺，但也在臨死的最後茶席上教導秀吉統治乃是經由施與受所構築的「愛」。
織田信忠
聲：鷹嘴翼
信長的長子，在本能寺之變前得受到父親委以管理日本的責任與名物初花肩衝，在事變中雖一度退入公卿宅邸，最後仍因逃出無望切腹。
織田信雄
聲：田尻浩章
信長的次子，才幹氣度都不如父兄，本能寺之變時因千利休的提議焚毀了安土城；之後為了對抗秀吉一度與德川家康聯手，最後因不願接受秀吉轉換封地的命令遭到放逐並剃髮。而後仍以御袈眾的身分出入大阪城，與茶茶謀劃織田家的再興。
柴田勝家
織田家重臣。對於雅士之道完全沒有概念，在御前遊行獲得最低的評價；左介跟長益也曾經拿他的粗魯舉動與言語開玩笑。在山崎之戰後，為替織田家做一個了結而與秀吉為敵，但也擁有能公允評價、讚賞秀吉手腕與成長，坦蕩磊落的一面。
瀧川一益
織田家臣。作為信忠的副將參加滅亡武田氏的攻略，被信長稱讚是甲斐攻略最大的功勞者。戰後賞賜時，向信長要求，希望能獲得名物「珠光小茄子」，但被信長拒絕，只得到上野和信濃的領地。事後跟左介交談時，感嘆非織田家之人還是得不到與功勞相稱的報酬。
織田長益（織田有樂齋）
聲：磯部勉
信長的親弟弟，曾在京都的御前遊行上以瀟灑的裝扮獲得破表的評價。為人深諳亂世生存之道，對於政治十分敏感，喜好女色和享乐，后来逐渐意识到自己最喜爱的其实是“自由”。本能寺之變時裝成女人而逃過一劫，後歷轉仕柴田，德川，豐臣。目前為秀吉的幕僚，處理與茶茶有關的事物，但因為受不了茶茶的蠻橫，決心改名出家。喜好南蠻的奢華品味，但在茶道上風格較為傳統，與左介是損友關係，雖然理解左介扭曲茶器的革命性，但也意識到其中的危險性而保持距離。
森亂（森蘭丸）
聲：宮田幸季
信長的小姓。
彌助
從異國來的黑人，被喜好新奇事物的信長收為部下。在本能寺目睹秀吉逃離，為報答信長的恩情，在山崎之戰中攻擊秀吉軍，並將秀吉殺害信長一事告知左介。在被秀吉釋放後，應利休之邀參加茶會，做為千利休對於信長的弔唁，在茶會中查覺利休才是整件陰謀的幕後黑手。之後以「我已報答信長的恩情」為由，離開日本。

#### 豐臣家
豐臣秀吉
聲：江原正士
冷酷的野心家，善於權術。為了奪取天下而與千利休合作，策動明智光秀謀反，在本能寺之變前一刻先謀殺信長，事後召集大量軍隊擊敗光秀，邁向天下人之路。在擊敗柴田，降服德川後就任關白。與左介是信長隨從時代的舊識，並曾向他坦白自己殺害信長之事。
是居合術的高手，風雅上的品味稱不上高明，性喜華麗新奇之物，傾向以盛大的活動與建築吸引人氣與树立威望，在被封為關白後模仿公卿染齒，還用假鬍子跟孔雀羽毛增加威儀。相當好女色，掌權後廣蒐名門閨秀為側室，並相當熟悉各路淫術，但仍把正妻北政所視為真正能放鬆的寄託。由於對暗殺信長一事一直耿耿於懷，選擇繼承信長的意志與風格之道，同時也開始抗拒千宗易的想法與操弄，最後終至決裂。
原本膚色黝黑，在利休死後迅速轉白，同時也隨之衰老。征服全國後進軍歐亞大陸，卻在朝鮮陷入泥沼，在處死利休與外甥秀次、家人接二連三病死後飽嘗孤寂，而稱左介為自己最後的朋友，臨終前被左介帶出城外舉行了最後的遊戲後，含笑而終。
豐臣秀長
秀吉之弟，一直是秀吉的左右手，在本能寺之變時負責穩定軍心。跟其兄秀吉相比之下，更能體會千利休所提倡的美，所以對秀吉把雅士當作政治道具感到傷心，不斷向秀吉進言要他跟利休等的寂禪雅士保持良好關係。在病重之際,來訪的黑田孝高故意告知他千利休近期的行動，秀長立即查覺利休意圖推翻豐臣政權的陰謀，急火攻心之下暴死。
石田三成
秀吉的心腹，因其直言的個性與精通算數技能而被秀吉重視。性格一板一眼，對於事物的精確與型式有著嚴格的要求。對秀吉忠心耿耿，一心認為利休與其一眾寂禪雅士為混亂豐臣政權的元兇，在處死利休一事中扮演了關鍵角色。
與左介基本上是互看不順眼的關係，曾在北野大茶會上大打出手過；但在忍城之戰模仿秀吉水攻卻弄巧成拙、被左介以茶器愛好者的角度簡單點出敗因後，多少意識到了風雅的價值與自身的不足。秀吉死後，本於忠誠與職責挺身對抗揭露野心的家康，但卻因行事風格樹敵過多而身處孤立的窘境，但仍靠著左介的牽線，以破天荒的抹茶淋頭之舉成功的拉攏大谷吉繼加入己方。在關原之戰敗北逃亡之繼遲來地領悟了風雅的真髓；在處刑前嫌棄柿餅生痰的戲言，也令左介在意識到其改變的同時首次對家康產生了懷疑。
加藤清正
秀吉手下的大將之一，小名虎坊。對老虎非常狂熱，任何事情都喜歡用老虎做比喻。被稱為是「豐臣軍的猛虎」。雖為武人卻粗中有細，在所相信的「強者用力量取勝」哲學因在朝鮮鬥虎失敗、遭議和派的石田三成詬陷而受到動搖後，領悟到政略與雅士之力的重要性。在关原之战后全力促成德川和丰臣的和睦，意图实现“丰德合体”，为了劝说固执的家康去同秀赖见面，不惜以切腹表达自己的热切，一度打动了家康。但最终还是被家康误解为不惜当面切腹也要欺骗自己而被分外记恨，遂在家康的命令下被暗杀。
人物原型為前世界拳擊冠軍具志堅用高。
福島正則
秀吉手下的大將之一，被稱為是「豐臣軍的猛牛」，是有名的酒豪大名，曾因此與黑田家臣母里太兵衛發生糾紛。
茶茶
信長之妹阿市的女兒，美艷但性格潑辣，有其伯父信長之風。喜好華麗的衣著和自由自在的生活，為此而成為秀吉的愛妾，深知產下嫡子即能掌握權力，甚至不惜與他人私通以求懷孕，先後為替秀吉產下松鶴丸與秀賴。計畫著在秀吉死後建立南蠻風的絢爛世界，但卻遭叔父有樂齋批評為典型的野心家。

#### 明智家
明智光秀
聲：田中秀幸
織田家的首席家臣，充滿慾望深重角色的本作中罕見的溫情正直之人，內心期望著戰亂平息的太平之世，私下對信長忽視功臣還有一昧擴張的戰略感到不滿，在受到秀吉的哀兵戰術鼓動後，因信長武田征伐之際無止盡野心的宣言陷入絕望，決心起兵討伐信長。但由於其太過高潔的理想無法引起諸將共鳴，結果反被工於心計的秀吉招集大軍擊敗。敗北後，受到比叡山僧侶的邀請逃往比叡山，但途中遭到對信長懷有舊恨的僧兵伏擊，為保護為自己引路的僧徒隨風受到了致命傷。在第九冊揭露了其在死前被家康搭救，並在彌留之際留下了本能寺的真相與「不要像我一樣犯下不夠堅強(無情)的錯誤」的遺言。
擁有極高的雅士造詣，但與利休不同地鍾情淡而雅的美，在討伐信長後將安土城刷白的舉措一度震撼了利休的內心，在敗走的末路上體悟到千利休所言「越接近死亡越能體會」的寂靜美學，死前為妻子留下的精練和歌日後意外成為了粉碎利休野心的關鍵。
齋藤利三
聲：仲木隆司
光秀的重臣，與光秀有著深厚的情誼，在被告知反叛的決意時感動落淚；後在山崎合戰明知必敗的劣勢中率領先鋒，從容赴死。
明智秀滿
聲：坪井智浩
光秀的重臣，在光秀居城阪本城遭到包圍時，應光秀之妻的央求引渡城內的名物。
因曾與左介在宴會上發生口角，當在回收名物的敵軍中發現左介的身影時，把熱水壺八角釜砸到他头上,之后解气地赴死。

### 德川家
德川家康
聲：鶴見辰吾
信長的盟友，與信長相反，認為統治者應該要樸素才對的起人民，在食物衣著上都不追求華麗，對於盟友織田家充滿了奢華的氣忿感到不快。對光秀極為推崇，認為他是平定天下不可或缺的人，本來打算率領軍隊增援光秀，但是途中卻被家臣勸阻。在天下大勢抵定後臣服秀吉，不但娶秀吉之妹為妻也開始接觸茶道，但一直未能理解茶道的真意。秀吉死后拉拢大名与三成对立。
認為一切事物都該用「武」來解釋與裁斷，對提倡風趣自由且在武將中深具人望，又是其繼承人德川秀忠茶道之師的古田織部之影響力極為忌憚，到了大坂夏之陣時因為織部的嫡子·古田重嗣有意圖刺殺自己的舉動，且懷疑織部在背後推動了讓秀賴之子逃亡的計畫，因此以有內通豐臣家的嫌疑而命織部切腹，更在織部切腹時不顧其他人的反對，硬闖到織部面前負責替他介錯，卻因為織部滑稽的舉動而哈哈大笑，這才領略了織部所提的風趣真意。
天海（隨風）
初名隨風，跟隨住持去營救光秀的僧侶，起初對於拯救曾經參與比叡山屠殺的光秀表示反對；後在遭遇僧兵伏擊時，受到光秀的捨命相救。後受到德川家康的推薦，改名天海僧正，為了實現光秀天下太平的理想，跟家康聯手，在家康被轉封致關東之時，向家康提出江戶城的都市設計圖。
德川秀忠
家康的嫡子，江戶幕府第二代將軍。與父親年輕時的容貌非常相似。小時候接受織部的教導並得其贈送的茶杓，但很快就被他拋到一旁並表示修行武藝要更加有趣。成年後認為統治天下需要的是捨棄情感、奉公守法，父親家康表示他在這方面很像石田三成。之後接受織部的薰陶，開始理解了風雅的重要性。織部被家康勒令切腹之際甚至不惜與父親反目也想保住織部，但織部決心攬下一切，並用自己的信勸阻了秀忠，萬般無奈的秀忠只能遵從恩師的意志。

### 其他
松永久秀
聲：飯塚昭三
織田家叛臣。擁有一套自己活於亂世的處世法則，拒絕信長給予的投降條件，與名茶器平蜘蛛釜一同自爆。而平蜘蛛釜的茶蓋飛出信貴山城後被古田左介拿走並當成寶貝看待。
荒木村重（荒木道糞）
聲：廣瀨正志
原為織田家叛臣。城破時在逃跑途中遇見左介，並以茶器‧荒木高麗換得一條生路。與左介一樣都是物慾相當強烈的人。本能寺之變後得到秀吉庇護，改名道糞。後在自知死之將近時拜託左介代他尋找當年一族被信長處邢時，流落在外的幼子。秉持著人只要活下去，就能享受美好事物的人生觀的人物。
細川幽齋（細川藤孝）
聲：小林修
冷靜沉著、文武双全的名门大名和文化人。非常重視古時之教誨。
人物原型為曾任日本總理的幽齋子孫‧細川護熙。
今井宗久
聲：鈴木清信
堺的商人。跟千宗易一樣同屬信長的茶頭。
津田宗及
聲：千田光男
堺的商人。跟千宗易一樣同屬信長的茶頭。
之貫
隱居在京都山科地區的老者，過去曾是京都的商人，後厭倦繁雜的茶道，從而開創出輕盈的美學。
伊達政宗
聲：中井和哉
奧羽一帶的霸主，在秀吉進攻關東時投降秀吉。有著一口充滿鄉土味的語氣及大剌剌的行為，一激動起來就會做出如歌舞伎般的誇張動作。
政宗在小田原征伐時遲到穿上白衣向秀吉道歉，以及因奧州一揆與蒲生氏鄉發生衝突的事件後背上金色十字架覲見秀吉的主意，都是古田織部給他的。

## 出版書籍
| 卷數 | 講談社         | 講談社                 | 台灣東販       | 台灣東販               |
| 卷數 | 發售日期       | ISBN                   | 發售日期       | ISBN                   |
| ---- | -------------- | ---------------------- | -------------- | ---------------------- |
| 1    | 2005年12月21日 | ISBN 978-4-06-372487-5 | 2007年3月23日  | ISBN 978-986-176-310-1 |
| 2    | 2006年4月21日  | ISBN 978-4-06-372512-4 | 2007年6月22日  | ISBN 978-986-176-362-0 |
| 3    | 2006年8月23日  | ISBN 978-4-06-372545-2 | 2007年8月24日  | ISBN 978-986-176-413-9 |
| 4    | 2007年1月23日  | ISBN 978-4-06-372575-9 | 2007年11月24日 | ISBN 978-986-176-461-0 |
| 5    | 2007年8月23日  | ISBN 978-4-06-372625-1 | 2008年2月24日  | ISBN 978-986-176-560-0 |
| 6    | 2008年3月21日  | ISBN 978-4-06-372672-5 | 2008年12月24日 | ISBN 978-986-176-793-2 |
| 7    | 2008年8月22日  | ISBN 978-4-06-372727-2 | 2009年2月24日  | ISBN 978-986-176-843-4 |
| 8    | 2009年2月23日  | ISBN 978-4-06-372774-6 | 2010年8月10日  | ISBN 978-986-251-256-2 |
| 9    | 2009年7月23日  | ISBN 978-4-06-372801-9 | 2011年1月10日  | ISBN 978-986-251-369-9 |
| 10   | 2010年1月22日  | ISBN 978-4-06-372869-9 | 2011年3月20日  | ISBN 978-986-251-412-2 |
| 11   | 2010年7月23日  | ISBN 978-4-06-372919-1 | 2011年11月15日 | ISBN 978-986-251-605-8 |
| 12   | 2011年3月23日  | ISBN 978-4-06-372982-5 | 2012年4月27日  | ISBN 978-986-251-705-5 |
| 13   | 2011年7月22日  | ISBN 978-4-06-387024-4 | 2012年11月27日 | ISBN 978-986-251-884-7 |
| 14   | 2012年1月23日  | ISBN 978-4-06-387075-6 | 2014年5月27日  | ISBN 978-986-331-385-4 |
| 15   | 2012年7月23日  | ISBN 978-4-06-387128-9 | 停止出版       | 停止出版               |
| 16   | 2013年2月22日  | ISBN 978-4-06-387179-1 | 停止出版       | 停止出版               |
| 17   | 2013年9月20日  | ISBN 978-4-06-387238-5 | 停止出版       | 停止出版               |
| 18   | 2014年4月23日  | ISBN 978-4-06-388325-1 | 停止出版       | 停止出版               |
| 19   | 2014年11月21日 | ISBN 978-4-06-388392-3 | 停止出版       | 停止出版               |
| 20   | 2015年6月23日  | ISBN 978-4-06-388465-4 | 停止出版       | 停止出版               |
| 21   | 2015年12月22日 | ISBN 978-4-06-388538-5 | 停止出版       | 停止出版               |
| 22   | 2016年6月23日  | ISBN 978-4-06-388608-5 | 停止出版       | 停止出版               |
| 23   | 2016年12月22日 | ISBN 978-4-06-388672-6 | 停止出版       | 停止出版               |
| 24   | 2017年6月23日  | ISBN 978-4-06-388735-8 | 停止出版       | 停止出版               |
| 25   | 2018年1月23日  | ISBN 978-4-06-510737-9 | 停止出版       | 停止出版               |

文庫版
| 卷數 | 講談社         | 講談社                 |
| 卷數 | 發售日期       | ISBN                   |
| ---- | -------------- | ---------------------- |
| 1    | 2011年4月15日  | ISBN 978-4-06-276914-3 |
| 2    | 2011年4月15日  | ISBN 978-4-06-276942-6 |
| 3    | 2011年5月13日  | ISBN 978-4-06-276943-3 |
| 4    | 2011年5月13日  | ISBN 978-4-06-276949-5 |
| 5    | 2011年6月15日  | ISBN 978-4-06-276972-3 |
| 6    | 2011年6月15日  | ISBN 978-4-06-276973-0 |
| 7    | 2011年7月15日  | ISBN 978-4-06-277023-1 |
| 8    | 2011年7月15日  | ISBN 978-4-06-277024-8 |
| 9    | 2014年1月15日  | ISBN 978-4-06-277734-6 |
| 10   | 2014年1月15日  | ISBN 978-4-06-277735-3 |
| 11   | 2016年10月14日 | ISBN 978-4-06-293512-8 |
| 12   | 2016年10月14日 | ISBN 978-4-06-293513-5 |

## 電視動畫
2011年4月於NHK衛星第2頻道(BS2)播放，全39話。
由於播放時原作尚未結束，故以千利休死去做為故事的完結。

### 製作團隊
- 原作→原案 - 山田芳裕
- 監督 - 真下耕一
- 系列構成、腳本 - 川崎裕之
- 人物設計 - 津幡佳明、山下喜光
- 概念設計 - 堤谷典子
- 美術監督 - 海野よしみ
- 色彩設計 - 小島真喜子
- 攝影監督 - 堀内美咲
- 編輯 - 黒澤雅之
- 音樂 - 大谷幸、cro-magnon（第4話起）
- 音響監督 - 中野徹
- 動畫製作人 - 来本克弘
- 製作統括 - 斉藤健治、柴田裕司
- 動畫製作 - BEE TRAIN
- 主要製作 - 綜合VISION
- 製作、著作 - NHK

### 主題曲
片頭曲「Bowl Man」（至第4話）
作詞 - Kohei Sakama / 作曲、編曲 - cro-magnon / 歌 - IKZO
片頭曲曲「Naghol Jumping」（第5話到第10話）
演奏 - quasimode（收錄於「Magic Ensemble」這張專輯中）
片頭曲「Ebi Sukui」（第11話開始）
作曲・編曲・演奏 - ☆Taku Takahashi（m-flo）
片尾曲「KIZUNA」
作詞 - 大森祥子 / 作曲 - 澤近泰輔 / 編曲 - cro-magnon / 歌 - 齊藤由貴（至第4話）
作詞 - 大森祥子 / 作曲、編曲 - 澤近泰輔 / 歌 - 斉藤由貴（第5話開始）

### 各話列表
| 話數   | 日文標題 | 中文標題           | 分鏡     | 演出              | 作畫監督            | 總作畫監督 |
| ------ | -------- | ------------------ | -------- | ----------------- | ------------------- | ---------- |
| 第1話  |          | 君可為物亡乎!?     | 真下耕一 | 真下耕一 澤井幸次 | 山下喜光 佐佐木睦美 | 津幡佳明   |
| 第2話  |          | 茶室幻想           | 石山貴明 | 平田豊            | 遠藤大輔            | -          |
| 第3話  |          | 前往天界的階段     | 山本秀世 | 高田昌宏          | 佐佐木睦美          | 津幡佳明   |
| 第4話  |          | 黑色的種類         | 守岡博   | 守岡博            |                     | -          |
| 第5話  |          | 決心的策略         | 澤井幸次 | 澤井幸次          | 竹上貴雄            | 津幡佳明   |
| 第6話  |          | 轰飛武田           | 黒川智之 | 黒川智之          | 遠藤大輔            | 山下喜光   |
| 第7話  |          | mt.富士山的轮廓    | 山本秀世 | 平田豊            | 才木康寛            | 津幡佳明   |
| 第8話  |          | 今夜 eat it        | 石山貴明 | 高田昌宏          | 佐佐木睦美          | 山下喜光   |
| 第9話  |          | 无情的证明         | 川面真也 | 川面真也          | 福田紀之            | 津幡佳明   |
| 第10話 |          | 悲哀的天主         | 守岡博   | 守岡博            | 紋地笙              | 山下喜光   |
| 第11話 |          | 孤立的回音         | 澤井幸次 | 澤井幸次          | 竹上貴雄 佐佐木睦美 | 津幡佳明   |
| 第12話 |          | 白城藍調           | 山本秀世 | 平田豊            | 遠藤大輔            | 山下喜光   |
| 第13話 |          | 壽喜燒             | 黑川智之 | 黑川智之          | 佐佐木睦美          | 津幡佳明   |
| 第14話 |          | 悲哀的午夜暗號     | 石山貴明 | 高田昌宏          | 才木康寛            | 山下喜光   |
| 第15話 |          | 時代在改變         | 澤井幸次 | 澤井幸次          | 福田紀之            | 津幡佳明   |
| 第16話 |          | 別離的喃喃細語     | 守岡博   | 守岡博            | 紋地笙              | 山下喜光   |
| 第17話 |          | Changing man       | 黑川智之 | 黑川智之          | 遠藤大輔            | 津幡佳明   |
| 第18話 |          | 世界上獨一無二的花 | 石山貴明 | 平田豐            | 佐佐木睦美          | 山下喜光   |
| 第19話 |          | 從名古屋來的女人   | 澤井幸次 | 澤井幸次          | 竹上貴雄            | 津幡佳明   |
| 第20話 |          | 幽居的大穴         | 山本秀世 | 高田昌宏          | 福田紀之            | 山下喜光   |
| 第21話 |          | 初戀               | 守岡博   | 守岡博            | 肥塚正史            | 津幡佳明   |
| 第22話 |          | 惡魔的細語         | 黑川智之 | 黑川智之          | 遠藤大輔            | 山下喜光   |
| 第23話 |          | 來參加我的聚會     | 澤井幸次 | 澤井幸次          | 才木康寬            | 津幡佳明   |
| 第24話 |          |                    | 山本秀世 | 平田豊            | 佐佐木睦美          | 山下喜光   |
| 第25話 |          | 從頭來過           | 石山貴明 | 高田昌宏          | 福田紀之 遠藤大輔   | 津幡佳明   |
| 第26話 |          | 詛咒之夜           | 守岡博   | 守岡博            | 肥塚正史            | 山下喜光   |
| 第27話 |          | 無政府狀態 in 日本 | 黑川智之 | 黑川智之          | 遠藤大輔            | 津幡佳明   |
| 第28話 |          | 古田織部和Fires    | 山本秀世 | 平田豊            | 紋地笙              | 山下喜光   |
| 第29話 |          | 关东Surive         | 澤井幸次 | 澤井幸次          | 佐佐木睦美          | 津幡佳明   |
| 第30話 |          | 江户开拓           | 石山貴明 | 高田昌宏          | 才木康寛            | 山下喜光   |
| 第31話 |          | 沉默的御・免       | 守岡博   | 守岡博            | 肥塚正史            | 津幡佳明   |
| 第32話 |          | 喜好者的十字路口   | 山本秀世 | 平田豊            | 遠藤大輔            | 山下喜光   |
| 第33話 |          | 暗黑的Tea-王       | 前田真宏 | 黑川智之          | 竹上貴雄 佐佐木睦美 | 津幡佳明   |
| 第34話 |          | 日輪的 Cry Baby    | 澤井幸次 | 澤井幸次          | 佐佐木睦美          | 山下喜光   |
| 第35話 |          | 新‧Guilty Partner  | 石山貴明 | 高田昌宏          | 才木康寛 佐佐木睦美 | 津幡佳明   |
| 第36話 |          | 真命天子就是你     | 守岡博   | 守岡博            | 肥塚正史            | 山下喜光   |
| 第37話 |          | 破壞世界的男人     | 石山貴明 | 平田豊            | 遠藤大輔 佐佐木睦美 | -          |
| 第38話 |          | 淀川、黄昏。       | 黒川智之 | 黒川智之          | 山下喜光            | -          |
| 第39話 |          | 你不是喜歡寂禪嗎   | 澤井幸次 | 澤井幸次          | 佐佐木睦美          | 津幡佳明   |

### 播放電視台
| 播放地區 | 播放電視台     | 播放日期                     | 播放時間                   |
| -------- | -------------- | ---------------------------- | -------------------------- |
| 日本全域 | NHK BS Premium | 2011年4月7日 - 2012年1月26日 | 星期四 23時00分 - 23時25分 |
| 日本全域 | NHK綜合頻道    | 2012年4月8日 - 2013年3月24日 | 星期日 25時10分 - 25時35分 |

### DVD/BD
由波麗佳音發行販售。
DVD
全13巻。レンタルのみ。
| 卷數          | 發售日期      | 收錄話數       | 規格編號   |
| ------------- | ------------- | -------------- | ---------- |
| へうげもの 1  | 2011年12月2日 | 第1話〜第3話   | PCBP-72421 |
| へうげもの 2  | 2012年1月6日  | 第4話〜第6話   | PCBP-72422 |
| へうげもの 3  | 2012年1月6日  | 第7話〜第9話   | PCBP-72423 |
| へうげもの 4  | 2012年2月2日  | 第10話〜第12話 | PCBP-72424 |
| へうげもの 5  | 2012年2月2日  | 第13話〜第15話 | PCBP-72425 |
| へうげもの 6  | 2012年3月2日  | 第16話〜第18話 | PCBP-72426 |
| へうげもの 7  | 2012年3月2日  | 第19話〜第21話 | PCBP-72427 |
| へうげもの 8  | 2012年4月3日  | 第22話〜第24話 | PCBP-72428 |
| へうげもの 9  | 2012年4月3日  | 第25話〜第27話 | PCBP-72429 |
| へうげもの 10 | 2012年5月2日  | 第28話〜第30話 | PCBP-72430 |
| へうげもの 11 | 2012年5月2日  | 第31話〜第33話 | PCBP-72431 |
| へうげもの 12 | 2012年6月2日  | 第34話〜第36話 | PCBP-72432 |
| へうげもの 13 | 2012年6月2日  | 第37話〜第39話 | PCBP-72423 |

Blu-ray BOX
全3卷。收錄映像特典為《へうげもの「名品名席」傑作選》。
| 卷數                     | 發售日期      | 收錄話數       | 規格編號   |
| ------------------------ | ------------- | -------------- | ---------- |
| へうげもの Blu-ray BOX 1 | 2012年3月7日  | 第1話〜第13話  | PCXP-60009 |
| へうげもの Blu-ray BOX 2 | 2012年6月20日 | 第14話〜第26話 | PCXP-60010 |
| へうげもの Blu-ray BOX 3 | 2012年9月5日  | 第27話〜第39話 | PCXP-60011 |

## 彩蛋
本作對一些日本地名、事物的典故，進行了無傷大雅的穿鑿附會：
壽喜燒
由接觸歐洲傳教士的高山右近，模仿西方飲食習慣燒烤牛馬肉片而來，由於沒有專用的烹飪用具，故以士兵的護甲與鋤頭為烤板，並取鋤頭的日文發音稱為壽喜燒。
因為當時的日本人食獸肉的習慣不普遍，劇中不少人都不喜歡烹調時獸脂的味道，但古田左介與伊達政宗卻覺得很美味。
六本木
左介參予秀吉的關東征討時，為一處無名之地所取的地名，點子發想自當地並排生長的松樹。
諷刺的是，左介原本因有七顆樹而取名七本木，但村人卻為了立公告地名的告示而砍了其中一顆，結果變成六本木。
清酒酒器與乾杯
左介為了推銷與自己合作的酒商的清酒，針對當時為新酒種的清酒圓潤的口感特別開發了小酒瓶與小酒杯，在福島正則府內的飲酒騷動中首次披露。其中左介為酒杯所取的古怪名稱「甘拜」與日語乾杯發音相同。
歌舞伎
源自於伊達政宗情緒激動時的誇裝肢體動作，被與政宗交往的舞女阿國學會後應用於表演。
作者顯然參考了江戶時代將男性的瀟灑稱為「伊達」的典故。
風琴砲
細川忠興委請高山右近自南蠻購入、組裝的多管槍砲，後來被細川玉子拿來抵抗前來強徵大名家眷作人質的石田三成軍。
雖然是中近世歐洲實際使用過的武器，但實際上並無傳入日本的紀錄；在漫畫中採用了李奧納多·達文西手稿中的造型，並藉操作的細川家武士之口說出「想出這種東西的叫達文西的傢伙也真了不起」之語。
達文西的坦克與直升機
以大阪之陣時，被豐臣軍武將織田左門(有樂齋之子)依高山右近提供的設計圖實際作出的秘密武器的形象登場。
坦克被投入真田丸的攻防展現出攻防一體的威力，但裡面的操作者卻無法靠人力推動移動用的曲柄。直升機則被交給真田幸村，在天王寺岡山之戰成功起飛對家康本陣進行奇襲。
稻草人式打擊法
古田左介遭到柳生宗矩暗殺時，擺出了後世職棒選手發明的打擊姿勢，成功的迷惑了擔任刺客的宗矩。
作者還刻意將左介的長像畫成了以本打法聞名的強打者‧王貞治的模樣。
此外，作者為每話所取的標題，大多以向東西方流行音樂的歌曲修改致敬而來，並會在每本單行本的卷末列出一覽表。

## 参見
- 戰國時代
- 茶道

## 外部連結
- official blog （页面存档备份，存于）-官方網頁（日語）
- 週刊モーニング -連載頁面（日語）
- http://www9.nhk.or.jp/anime/heuge/ （页面存档备份，存于）（日語）